# Cucurbitales
Cucurbitales is een botanische naam, voor een orde van tweezaadlobbige planten: de naam is gevormd uit de familienaam Cucurbitaceae. Een orde onder deze naam wordt regelmatig erkend door systemen van plantentaxonomie, en ook door het APG-systeem (1998) en het APG II-systeem (2003) die de volgende indeling van de orde hanteren:
- orde Cucurbitales
  - familie Anisophylleaceae
  - familie Begoniaceae (Begoniafamilie)
  - familie Coriariaceae
  - familie Corynocarpaceae
  - familie Cucurbitaceae (Komkommerfamilie)
  - familie Datiscaceae
  - familie Tetramelaceae

De APWebsite [15 juli 2009] voegt daar nog de familie Apodanthaceae aan toe.
In het Cronquist-systeem (1981) bestond niet een orde onder deze naam. Vier van de zeven families waren opgenomen in de orde Violales, terwijl de andere bij diverse ordes ondergebracht waren.
Daarentegen erkende het Wettstein-systeem wel een orde onder deze naam, geplaatst in de onderklasse Sympetalae, met de volgende samenstelling:
- orde Cucurbitales
  - familie Cucurbitaceae